# 철암동
철암동(鐵岩洞)은 대한민국 강원특별자치도 태백시의 행정동이자 법정동이다.

## 개요
철암동은 북서쪽에 연화산, 북동쪽에 백병산, 남쪽에 두골산, 중앙에 시루봉이 솟아있고, 새뜨리, 피내골, 좁시골, 매산골, 버들골, 새터 6개 자연마을이 합하여 이루어진 마을로 태백시에서 가장 동쪽에 위치하고 있다. 전국 석탄생산량의 40%를 차지하는 지역으로 근대산업사의 상징인 철암역두선탄시설과 여름 최고의 휴양지 중 하나인 태백고원 자연휴양림, 철암단풍군락지 조성 등 꾸준한 도시환경정비를 통해 폐광도시 이미지를 탈바꿈하고 있다.
1981년 태백시 승격 이후에 철암1동 철암2동으로 나뉘었다가, 1998년에 다시 철암동으로 합쳐져 현재에 이른다.
태백시 관내 구역 중 법정동과 행정동이 유일하게 일치하는 지역이다. 

## 주거
| 단지명        | 건설사     | 시행사       | 주소      | 입주        | 비고     |
| ------------- | ---------- | ------------ | --------- | ----------- | -------- |
| 태백 철암주공 | 중도건설㈜ | 대한주택공사 | 삼방길 40 | 2008년 10월 | 국민임대 |

## 교육
- 철암초등학교
- 철암중학교
- 철암고등학교

## 관광
- 단풍군락지
- 흥복사
- 태백고원자연휴양림

## 사진

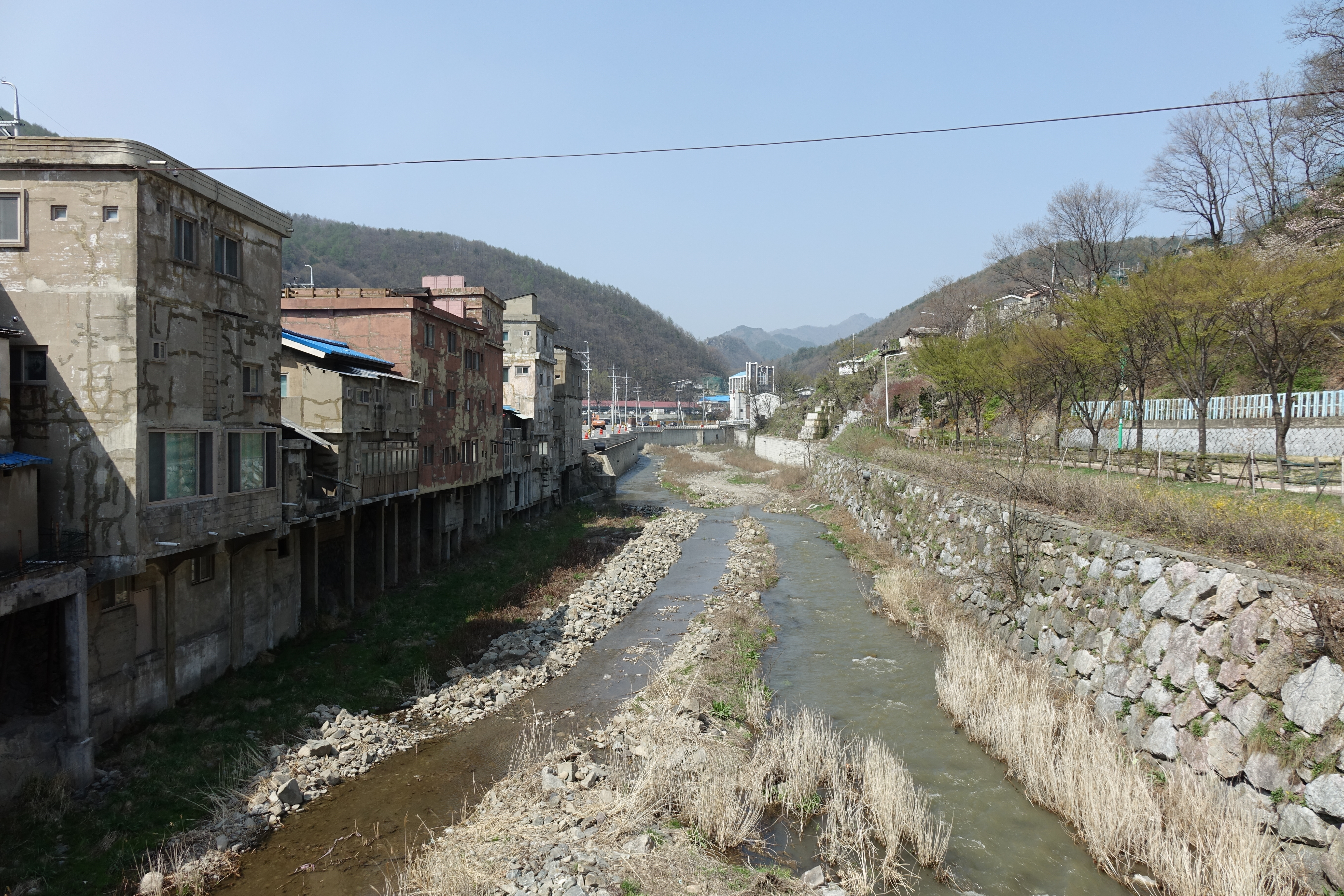
철암천 ‘까치발 건물’
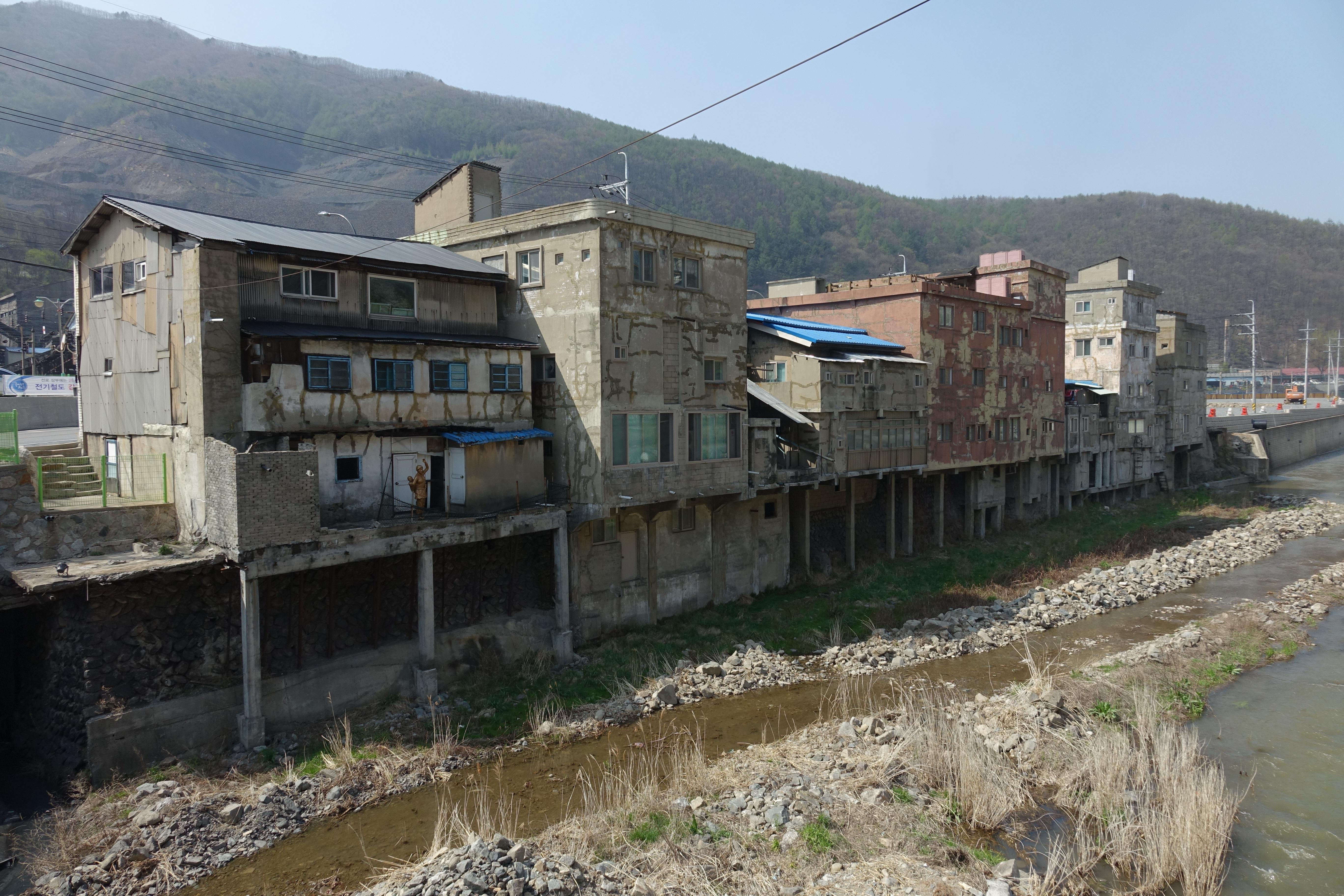
철암천 ‘까치발 건물’